# Dzsamel Hajmúdi
Dzsamel Hajmúdi (arabul: جمال حيمودي, a nyugati sajtóban Djamel Haimoudi; Orán, 1970. december 10. –) algériai nemzetközi labdarúgó-játékvezető.

## Pályafutása

### Nemzetközi játékvezetés
Az Algériai labdarúgó-szövetség Játékvezető Bizottsága (JB) terjesztette fel nemzetközi játékvezetőnek, a Nemzetközi Labdarúgó-szövetség (FIFA) 2004-től tartotta nyilván bírói keretében. Több nemzetek közötti válogatott és klubmérkőzést vezetett. FIFA JB besorolás szerint elit kategóriás bíró.

#### Világbajnokság
A világbajnoki döntőhöz vezető úton Németországba a XVIII., a 2006-os labdarúgó-világbajnokságra, Dél-Afrikába a XIX., a 2010-es labdarúgó-világbajnokságra, valamint Brazíliába a XX., a 2014-es labdarúgó-világbajnokságra a FIFA JB bíróként alkalmazta. 2012-ben a FIFA JB bejelentette, hogy a brazil labdarúgó-világbajnokság lehetséges játékvezetőinek átmeneti listájára jelölte. A kiválasztottak mindegyike részt vett több szakmai szemináriumon. A FIFA JB 25 bírót és segítőiket, valamint kilenc tartalék bírót és melléjük egy-egy asszisztenst nevezett meg. A végleges listát különböző technikai, fizikai, pszichológiai és egészségügyi tesztek teljesítése, valamint különböző erősségű összecsapásokon mutatott teljesítmények alapján állították össze. Az afrikai CAF zónában vezetett elselejtezőket.

##### 2006-os labdarúgó-világbajnokság

###### Selejtező mérkőzés
| Időpont          | Helyszín                     | Mérkőzés típusa                   | Mérkőzés       | Eredmény | Nézők száma |
| ---------------- | ---------------------------- | --------------------------------- | -------------- | -------- | ----------- |
| 2004. október 8. | Június 11., Stadion, Tripoli | előselejtező (2. kör, 3. csoport) | Líbia–Egyiptom | 2 : 1    | 40 000      |

##### 2010-es labdarúgó-világbajnokság

###### Selejtező mérkőzés
| Időpont             | Helyszín                                     | Mérkőzés típusa                    | Mérkőzés                | Eredmény | Nézők száma |
| ------------------- | -------------------------------------------- | ---------------------------------- | ----------------------- | -------- | ----------- |
| 2008. június 1.     | Szeptember 28., Stadion, Conakry             | előselejtező (2. kör, 2. csoport)  | Guinea–Zimbabwe         | 0 : 0    | 12 000      |
| 2008. június 14.    | Général Seyni Kountché Stadion, Niamey       | előselejtező (2. kör, 3. csoport)  | Niger–Benin             | 0 : 3    | 5 000       |
| 2008. szeptember 7. | Alphonse Massemba-Débat Stadion, Brazzaville | előselejtező (2. kör, 10. csoport) | Kongó–Mali              | 1 : 0    | 16 000      |
| 2009. március 29.   | Félix Houphouët-Boigny Stadion, Abidjan      | előselejtező (3. kör, E csoport)   | Elefántcsontpart–Malawi | 5 : 0    | 34 000      |

Kolumbia rendezte a 18., a 2011-es U20-as labdarúgó-világbajnokságot, ahol a FIFA JB hivatalnoki feladatokkal látta el.
| Időpont            | Helyszín                            | Mérkőzés típusa       | Mérkőzés             | Eredmény | Nézők száma |
| ------------------ | ----------------------------------- | --------------------- | -------------------- | -------- | ----------- |
| 2011. július 31.   | Palogrande Stadion, Manizales       | selejtező (C csoport) | Ausztrália–Ecuador   | 1 : 1    | 7 077       |
| 2011. augusztus 4. | Jaime Morón León Stadion, Cartagena | selejtező (F csoport) | Mexikó–Anglia        | 0 : 0    | 16 042      |
| 2011. augusztus 9. | Pascual Guerrero Stadion, Cali      | egyik nyolcaddöntő    | Portugália–Guatemala | 1 : 0    | 33 294      |

##### 2014-es labdarúgó-világbajnokság

###### Selejtező mérkőzés
| Időpont             | Helyszín                               | Mérkőzés típusa                      | Mérkőzés                  | Eredmény | Nézők száma |
| ------------------- | -------------------------------------- | ------------------------------------ | ------------------------- | -------- | ----------- |
| 2012. június 3.     | Général Seyni Kountché Stadion, Niamey | előselejtező (1. forduló; E csoport) | Niger–Gabon               | 0 : 0    | 20 000      |
| 2013. március 23.   | Ahmadou Ahidjo Stadion, Yaoundé        | előselejtező (2. forduló; I csoport) | Kamerun–Togo              | 2 – 1    | 30 000      |
| 2013. szeptember 6. | Baba Yara Stadion, Kumasi              | előselejtező (2. forduló; D csoport) | Ghána–Zambia              | 2 – 1    | 40 000      |
| 2013. november 16.  | Mohamed V Stadion, Casablanca          | rájátszás (3. forduló; 2. mérkőzés)  | Szenegál–Elefántcsontpart | 1 – 1    | 15 000      |

###### Világbajnoki mérkőzés
| Időpont          | Helyszín                                    | Mérkőzés típusa              | Mérkőzés             | Eredmény | Nézők száma |
| ---------------- | ------------------------------------------- | ---------------------------- | -------------------- | -------- | ----------- |
| 2014. június 18. | Beira-Rio Stadion, Porto Alegre             | csoportmérkőzés (B. csoport) | Ausztrália–Hollandia | 2 – 3    | 42 877      |
| 2014. június 24. | Mineirão Stadion, Belo Horizonte            | csoportmérkőzés (D. csoport) | Costa Rica–Anglia    | 0 – 0    | 57 823      |
| 2014. július 1.  | Arena Fonte Nova, Salvador                  | egyik nyolcaddöntő           | Belgium–Amerika      | 2 – 1    | 51 227      |
| 2014. július 13. | Estádio Nacional de Brasília, Brazíliaváros | bronzmérkőzés                | Brazília–Hollandia   | 0 – 3    | 68 034      |

#### Afrikai nemzetek Kupája
Ghána a 26., a 2008-as afrikai nemzetek kupája, Egyenlítői-Guinea és Gabon a 28., a 2012-es afrikai nemzetek kupája, valamint Dél-Afrika rendezi a 29., a 2013-as afrikai nemzetek kupája nemzetközi labdarúgó tornát, ahol a CAF JB játékvezetőként foglalkoztatta.

##### 2008-as afrikai nemzetek kupája
| Időpont          | Helyszín                         | Mérkőzés típusa       | Mérkőzés                | Eredmény | Nézők száma |
| ---------------- | -------------------------------- | --------------------- | ----------------------- | -------- | ----------- |
| 2008. január 27. | Városi Stadion, Tamale           | selejtező (D csoport) | Szenegál–Angola         | 1 – 3    | 10 000      |
| 2008. február 3. | Városi Stadion, Sekondi-Takoradi | egyik negyeddöntő     | Elefántcsontpart–Guinea | 5 – 0    | 20 000      |

##### 2012-es afrikai nemzetek kupája

###### Selejtező mérkőzés
| Időpont             | Helyszín                                    | Mérkőzés típusa          | Mérkőzés                                 | Eredmény | Nézők száma |
| ------------------- | ------------------------------------------- | ------------------------ | ---------------------------------------- | -------- | ----------- |
| 2010. július 9.     | Kégué Stadion, Lomé                         | előselejtező (K csoport) | Togó–Malawi                              | 1 – 1    |             |
| 2010. szeptember 5. | Frederic Kibassa Maliba Stadion, Lubumbashi | előselejtező (E csoport) | Kongói Demokratikus Köztársaság–Szenegál | 2 : 4    | 35 000      |
| 2010. október 9.    | Amahoro Stadion, Kigali                     | előselejtező (H csoport) | Ruanda–Benin                             | 0 : 3    |             |
| 2011. június 3.     | Baba Yara Stadion, Kumasi                   | előselejtező (I csoport) | Ghána–Kongói Köztársaság                 | 3 : 1    |             |
| 2011. szeptember 4. | Général Seyni Kountché Stadion, Niamey      | előselejtező (G csoport) | Niger–Dél-Afrika                         | 2 : 1    |             |

###### Döntő mérkőzések
| Időpont          | Helyszín                       | Mérkőzés típusa       | Mérkőzés   | Eredmény |
| ---------------- | ------------------------------ | --------------------- | ---------- | -------- |
| 2012. január 28. | Városi Stadion, Franceville    | selejtező (D csoport) | Ghána–Mali | 2 : 0    |
| 2012. február 5. | d'Angondjé Stadion, Libreville | egyik negyeddöntő     | Gabon–Mali | 1 : 1    |

##### 2013-as afrikai nemzetek kupája

###### Selejtező mérkőzés
| Időpont           | Helyszín                         | Mérkőzés típusa           | Mérkőzés                           | Eredmény |
| ----------------- | -------------------------------- | ------------------------- | ---------------------------------- | -------- |
| 2012. június 15.  | Borg El Arab Stadion, Alexandria | előselejtező (1. forduló) | Egyiptom–Közép-afrikai Köztársaság | 2 : 3    |
| 2012. október 13. | Nemzeti Stadion, Kampala         | előselejtező (2. forduló) | Uganda–Zambia                      | 1 : 0    |

###### Döntő mérkőzések
| Időpont           | Helyszín                           | Mérkőzés típusa        | Mérkőzés                                      | Eredmény | Nézők száma |
| ----------------- | ---------------------------------- | ---------------------- | --------------------------------------------- | -------- | ----------- |
| 2013. január 19.  | Soccer City Stadion, Johannesburg  | selejtező (A csoport)  | Dél-afrikai Köztársaság–Zöld-foki Köztársaság | 0 – 0    | 50 000      |
| 2013. január 28.  | Moses Mabhida Stadion, Durban      | selejtező (4. csoport) | Kongói DK–Mali                                | 1 – 1    | 8000        |
| 2013. február 3.  | Royal Bafokeng Stadion, Rustenburg | egyik negyeddöntő      | Elefántcsontpart–Nigéria                      | 1 – 2    | 25 000      |
| 2013. február 10. | Soccer City Stadion, Johannesburg  | döntő                  | Nigéria–Burkina Fasó                          | 1 – 0    |             |

#### Afrikai nemzetek Bajnoksága
Szudán rendezte a 2., a 2011-es afrikai nemzetek bajnokságát, ahol a CAF JB mérkőzésvezetőnek jelölte.
| Időpont           | Helyszín                   | Mérkőzés típusa       | Mérkőzés            | Eredmény |
| ----------------- | -------------------------- | --------------------- | ------------------- | -------- |
| 2011. február 7.  | Városi Stadion, Port Sudan | selejtező (D csoport) | Szenegál–Ruanda     | 2 : 0    |
| 2011. február 13. | AlHilal Stadion, Omdurmán  | selejtező (B csoport) | Dél-Afrika–Zimbabwe | 2 : 1    |

#### Pán Arab Sportversenyek
Katar fővárosa Doha adott otthont, a 2011-es pán arab sportversenyeknek, ahol a CAF JB bíróként foglalkoztatta.
| Időpont            | Helyszín                            | Mérkőzés típusa | Mérkőzés       | Eredmény |
| ------------------ | ----------------------------------- | --------------- | -------------- | -------- |
| 2011. december 16. | Khalifa International Stadion, Doha | selejtező       | Katar–Irak     | 0 : 0    |
| 2011. december 20. | Khalifa International Stadion, Doha | egyik elődöntő  | Kuvait–Jordáni | 0 : 2    |

#### Arab nemzetek Kupája
Szaúd-Arábia rendezte a 10., a 2012-es arab nemzetek kupája labdarúgó tornát, ahol a CAF JB hivatalnokként foglalkoztatta.
| Időpont          | Helyszín                                   | Mérkőzés típusa       | Mérkőzés      | Eredmény |
| ---------------- | ------------------------------------------ | --------------------- | ------------- | -------- |
| 2012. június 26. | Prince Abdullah al-Faisal Stadion, Dzsidda | selejtező (B csoport) | Líbia–Marokkó | 0 : 0    |
| 2012. július 3.  | Prince Abdullah al-Faisal Stadion, Jeddah  | egyik elődöntő        | Marokkó–Irak  | 2 : 1    |

#### Konföderációs Kupa
| Időpont          | Helyszín                              | Mérkőzés típusa          | Mérkőzés             | Eredmény | Nézők száma |
| ---------------- | ------------------------------------- | ------------------------ | -------------------- | -------- | ----------- |
| 2013. június 20. | Maracanã Stadion, Rio de Janeiro      | előselejtező (B csoport) | Spanyolország–Tahiti | 10 – 0   | 71 806      |
| 2013. június 30. | Fonte Nova Stadion, Salvador da Bahia | bronzmérkőzés            | Uruguay–Olaszország  | 2 – 2    | 43 382      |

#### Nemzetközi kupamérkőzések
Vezetett Kupa-döntők száma: 4.

##### CAF Bajnokok Ligája
| Időpont            | Helyszín                         | Mérkőzés típusa        | Mérkőzés                              | Eredmény | Nézők száma |
| ------------------ | -------------------------------- | ---------------------- | ------------------------------------- | -------- | ----------- |
| 2008. november 16. | Borg El Arab Stadion, Ismeretlen | döntő második mérkőzés | Coton sport–al-Ahli (egyiptomi)       | 2 : 2    | 20 000      |
| 2012. november 4.  | Borg El Arab Stadion, Ismeretlen | döntő első mérkőzés    | al-Ahli–Espérance ST                  | 1 : 1    | 20 000      |
| 2013. november 2.  | Orlando Stadion, Johannesburg    | döntő (1. mérkőzés)    | Orlando Pirates (dél-afrikai)–al-Ahly | 1 – 1    |             |

##### CAF Szövetségi Kupa
| Időpont            | Helyszín                   | Mérkőzés típusa     | Mérkőzés                     | Eredmény |
| ------------------ | -------------------------- | ------------------- | ---------------------------- | -------- |
| 2011. november 19. | Január 14., Stadion, Radès | döntő első mérkőzés | Club Africain–Maghreb de Fès | 1 : 0    |

##### CAF Szuperkupa
| Időpont           | Helyszín                 | Mérkőzés típusa | Mérkőzés                   | Eredmény |
| ----------------- | ------------------------ | --------------- | -------------------------- | -------- |
| 2008. február 23. | Olimpiai Stadion, Szúsza | döntő           | Etoile du Sahel–CS Sfaxien | 2 : 1    |

##### FIFA-klubvilágbajnokság
Japán rendezte a 9., a 2012-es FIFA-klubvilágbajnokságot, ahol a FIFA JB hivatalnokként alkalmazta.
| Időpont           | Helyszín                     | Mérkőzés típusa | Mérkőzés                                               | Eredmény | Nézők száma |
| ----------------- | ---------------------------- | --------------- | ------------------------------------------------------ | -------- | ----------- |
| 2012. december 6. | Nemzetközi Stadion, Jokohama | selejtező       | Sanfrecce Hirosima (japán)–Auckland City FC (ausztrál) | 1 – 0    | 325 174     |